# نادي الخطوط الجوية
نادي الخطوط الجوية الرياضي فريق كرة قدم عراقي يقع مقره في العامرية، بغداد، تأسس عام 1990. يلعب النادي في الدوري العراقي الدرجة الثانية.